# RC70
RC70 (Abkürzung für Roller Coaster 70, wobei 70 die Breite der Bahn in Metern ist) ist die Bezeichnung eines Stahlachterbahnmodells des Herstellers Pinfari. 2021 wurde im französischen Parc d’Attractions Marseillan-Plage jene Anlage in Betrieb genommen, die zuvor als Tornado in M&Ds Scotland’s Theme Park (Vereinigtes Königreich) fuhr.

## Technische Daten
Die 450 m lange Strecke erstreckt sich über eine Grundfläche von 73,2 m × 28,1 m und erreicht eine Höhe von 24 m. Außerdem sind drei Inversionen verbaut: zwei Loopings und ein Korkenzieher. Die elektrische Leistung beträgt 75 kW für den Antrieb zuzüglich 50 kW für die Beleuchtung.

## Züge
RC70-Achterbahnen verfügen über drei Züge mit jeweils fünf Wagen. In jedem Wagen können vier Personen (zwei Reihen à zwei Personen) Platz nehmen.

## Besonderheiten
Eine Besonderheit stellt die Auslieferung Tornado an M&Ds Scotland’s Theme Park dar: Hier wurde zur 2006er Saison der Korkenzieher entfernt und stattdessen eine stark geneigte Kurve verbaut, womit diese Auslieferung nur noch über zwei Inversionen verfügt.

## Standorte
| Achterbahn     | Betreiber                                                      | Land                              | Eröffnung | Schließung    |
| -------------- | -------------------------------------------------------------- | --------------------------------- | --------- | ------------- |
| Hurricane      | Center Norte                                                   | Argentinien                       | 2000      | 8. April 2007 |
| Gotham Tornado | Parc d’Attractions Marseillan-Plage M&Ds Scotland’s Theme Park | Frankreich Vereinigtes Königreich | 2021 1998 | 2020          |